# Kamienica przy ulicy Kornela Ujejskiego 5 w Krakowie
Kamienica przy ulicy Kornela Ujejskiego 5 – zabytkowa kamienica znajdująca się w Krakowie, w dzielnicy VII przy ul. Kornela Ujejskiego, na Półwsiu Zwierzynieckim.
Kamienica została wzniesiona w latach 1932–1933 według projektu architekta Adolfa Siódmaka.
Budynek znajduje się w gminnej ewidencji zabytków.